# シオサザナミ
シオサザナミ（Gari truncata） はシオサザナミ科に属する 二枚貝の一種である。淡い桃紫色で、前後に長くて（殻長約5cm以下）幅が狭い貝殻から白色の足を出す。貝殻の表面は後部側の放射稜線に向って斜めに線が刻まれる。シオサザナミ科の貝は薄皮に覆われる種が多いが、このGari属（シオサザナミ属）の貝は薄皮に覆われない。房総以南のインド-西太平洋に広く分布し、比較的浅い砂底に棲む。　
　